# Medaille für Rettung aus Seenot

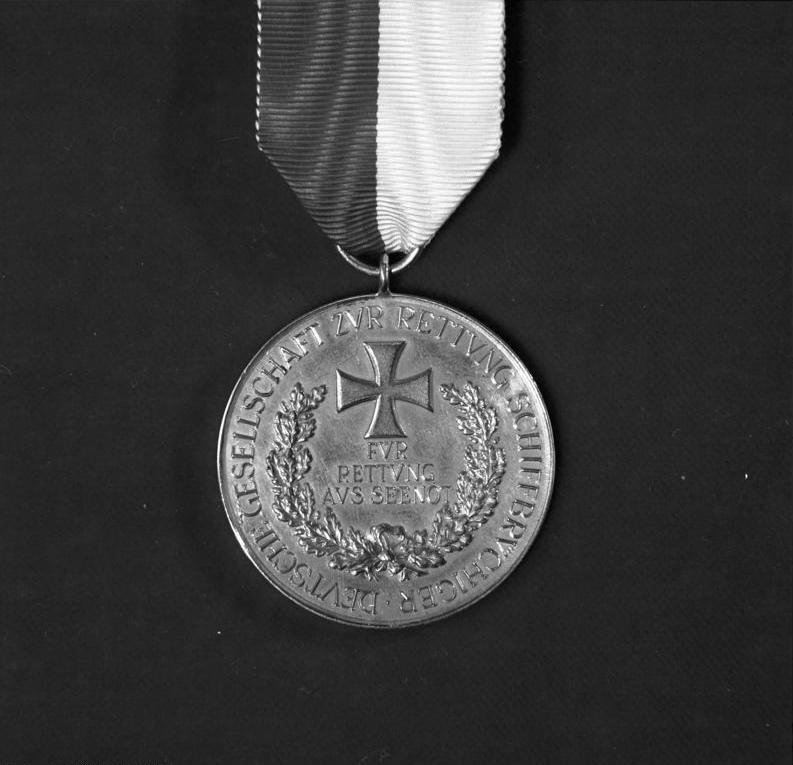
Medaille für Rettung aus Seenot, Vorderseite

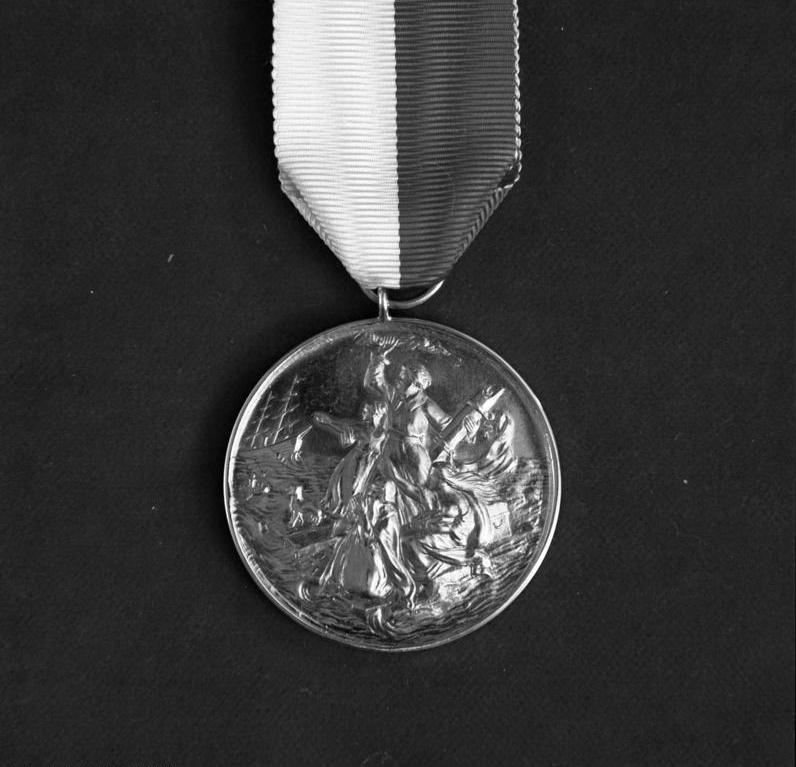
Medaille für Rettung aus Seenot, Rückseite

Die Medaille für Rettung aus Seenot, vollständig Medaille für Rettung aus Seenot am Bande der Deutschen Gesellschaft zur Rettung Schiffbrüchiger ist ein deutsches, staatlich genehmigtes Ehrenzeichen, das von der Deutschen Gesellschaft zur Rettung Schiffbrüchiger verliehen wird.

## Geschichte
1866 stiftete die Gesellschaft eine Auszeichnung für die Rettung aus Seenot, die Gesellschaftsmedaille. Hinzu kam die Laeisz-Medaille, die aus einer 1892 vom Verein zur Rettung Schiffbrüchiger auf hoher See zu Hamburg in die Gesellschaft eingebrachten Stiftung herrührte. Allein bis 1911 sind aus der Laeisz-Stiftung für 2926 gerettete Menschenleben 14 große goldene, 68 kleine goldene, 186 große silberne und 169 kleine silberne Medaillen und in bar Mark 45398 verliehen worden.
1955 vereinigte die Gesellschaft die beiden Medaillen und stiftete an ihrer Stelle die Medaille für Rettung aus Seenot am Bande der Deutschen Gesellschaft zur Rettung Schiffbrüchiger in drei Stufen: Bronze, Silber und Gold. Die Verleihung „für hervorragende Rettungstaten an den Meeresküsten und auf hoher See, bei denen Deutsche gerettet haben oder gerettet worden sind“ erfolgt durch den Gesellschaftsvorstand.
Die Auszeichnung gehört zu den per Erlaß über die Genehmigung der Stiftung und Verleihung von Orden und Ehrenzeichen und über die Anerkennung als Ehrenzeichen genehmigten deutschen Orden und Ehrenzeichen (Ordenerl.) von Deutschland genehmigten Auszeichnungen.

## Aussehen
Die Medaille hat einen Durchmesser von 43 mm und trägt auf der Vorderseite den Namen der Gesellschaft in umlaufender Schrift, die einen nach oben offenen Eichenlaubkranz einschließt. In der oberen Öffnung des Kranzes steht das Hansekreuz als Symbol der Deutschen Gesellschaft zur Rettung Schiffbrüchiger und darunter in drei Zeilen ein Schriftblock FÜR RETTUNG AUS SEENOT. Die Rückseite der Medaille zeigt nach einer alten, von der Laeisz-Medaille übernommenen Darstellung eine Gruppe Schiffbrüchiger auf einem Floß und im Hintergrund ein Wrack. Der 3 mm starke, glatte Rand der Medaille ist für die Aufnahme einer Gravur bestimmt, die den Namen des Empfängers, die ausgezeichnete Rettung und deren Datum nennt. Die Medaille ist mit einer Öse versehen und wird an einem 30 mm breiten Band getragen, dessen rechte Hälfte weiß und dessen linke Hälfte rot ist.

## Verleihungen

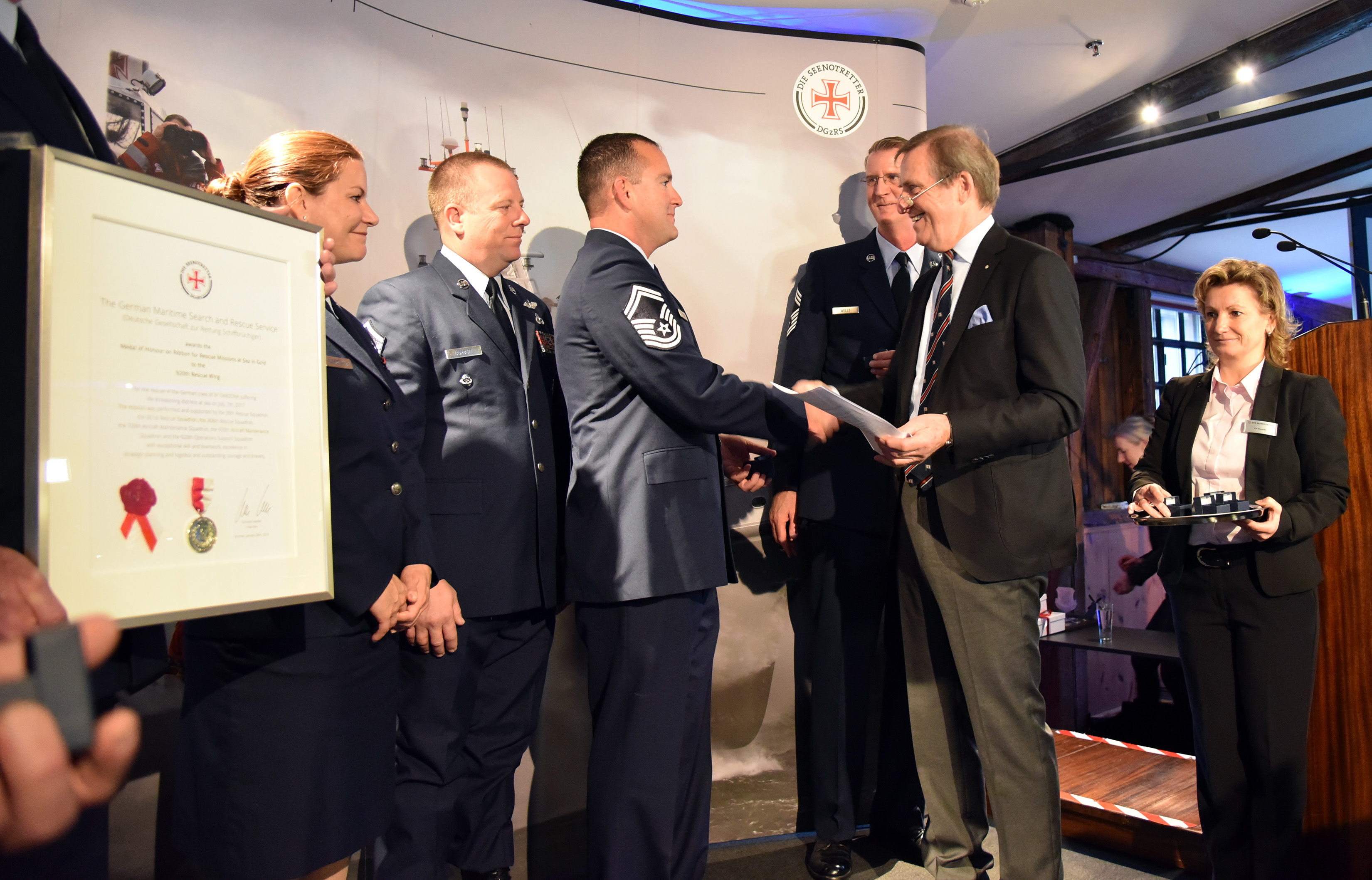
Verleihung der Medaille in Gold an den 920th Rescue Wing

Die Medaille in Gold wurde zuletzt im Januar 2018 an den auf der Patrick Air Force Base stationierten 920th Rescue Wing der U.S. Air Force verliehen. Mit der Verleihung im Internationalen Maritimen Museum Hamburg wurde die Einheit für die Rettung zweier deutscher Segler im Juli 2017 geehrt, deren Boot 500 Seemeilen vor der Küste Floridas in Brand geraten war.